# 쓰이지촌 (니가타현)
쓰이지촌(築地村)은 니가타현 기타칸바라군에 있던 촌이다. 

## 역사
- 1889년 4월 1일 - 정촌제 시행에 수반해 기타칸바라군 쓰이지촌이 성립하였다.
- 1967년 1월 1일 - 나카조정에 편입해. 동일 쓰이지촌은 폐지되었다.

## 참고문헌
- 『市町村名変遷辞典』東京堂出版、1990年。